# Romane Miradoli
Romane Miradoli est une skieuse alpine française, née le 10 mars 1994 à Samoëns, dans le département de la Haute-Savoie. Elle a pris son premier départ en Coupe du monde le 7 décembre 2012 dans le combiné de Saint-Moritz, en Suisse, qu'elle n'a pas terminé, et a marqué ses premiers points le 12 janvier 2014 avec une 24e place dans le combiné d'Altenmarkt. Elle a remporté le classement du combiné de la Coupe d'Europe en 2013, puis le classement du super-G dans cette même compétition en 2015. Elle a également remporté trois médailles lors des Championnats du monde juniors, dont deux en bronze et une en argent et deux titres de championne de France juniors en 2010.
Le 5 mars 2022, en remportant sa première victoire au terme du Super-G de Lenzerheide, elle met fin à dix-sept années sans victoire féminine française dans les épreuves de vitesse en Coupe du monde.
Son grand-père, André Simond a été président de l’école de ski de Chamrousse lors des J.O de Grenoble en 1968 et maire de Samoëns de 2001 à 2008. Son oncle, François Simond a été membre des équipes de France de Ski alpin et participa à plusieurs championnat du monde de Ski et jeux olympiques durant les années 1990-2000.

## Biographie

### Premières années
Romane Miradoli naît à Samoëns le 10 mars 1994 et grandit entre la station de ski de Flaine et la station village de Samoëns. Elle apprend à skier dès son plus jeune âge et intègre le Comité Mont Blanc en 2009, puis la Fédération française de ski l'année suivante. Parallèlement à sa carrière sportive, elle poursuit des études en Langues étrangères appliquées à l'Université Grenoble-Alpes dans un cursus aménagé pour les sportifs de haut niveau, après avoir obtenu un baccalauréat scientifique au lycée d'été d'Albertville. Après s'être distinguée dans plusieurs courses FIS, elle dispute sa première épreuve de Coupe d'Europe le 29 janvier 2010 dans le slalom géant de Courchevel, mais elle abandonne dans la seconde manche. La même année, elle obtient deux titres de championne de France juniors, l'un en super-G, l'autre en slalom géant, et gagne également une médaille d'argent en slalom.

### Carrière sportive

#### Succès en Coupe d'Europe et premiers pas en Coupe du monde (2010-2013)
Lors de la saison 2010-2011, Romane Miradoli intègre plus régulièrement le circuit de la Coupe d'Europe. Elle prend part également à ses premiers Championnats du monde juniors, dans la station suisse de Crans-Montana. Elle se révèle l'année suivante en remportant le super-G dans l'étape de Coupe d'Europe de Jasná, en Slovaquie, le 7 février 2012, puis se classe 2e du second super-G disputé le lendemain. Ces performances lui permettent de se placer au deuxième rang du classement final de la discipline,. Elle se classe également 3e des championnats de France en super-G, derrière Marion Rolland et Anne-Sophie Barthet.
La saison 2012-2013 débute de la meilleure des façons pour Romane Miradoli : au début du mois de décembre, elle remporte deux victoires en trois jours, d'abord dans le super-G de Kvitfjell puis dans le slalom géant de Trysil, en Norvège,, puis monte à nouveau sur le podium lors d'un second slalom géant organisé dans la station norvégienne. Elle est alors sélectionnée avec l'équipe de France pour l'étape de Coupe du monde de Saint-Moritz. Elle dispute sa première épreuve, le combiné, mais sort de la piste dès la première manche. Elle participe ensuite au super-G, dont elle se classe 41e, puis au slalom géant, dont elle est disqualifiée dans la première manche. Elle retrouve à nouveau les pistes de la Coupe du monde à Cortina d'Ampezzo, où elle prend la 35e place du super-G. Par la suite, ses résultats se font plus discrets, mais elle remporte deux médailles de bronze lors des Mondiaux juniors 2013 de Québec, l'une en slalom géant et l'autre en descente,. En Coupe d'Europe, elle s'attribue également le classement final du combiné, tandis qu'elle pointe au cinquième rang du classement général.

#### Premiers points en Coupe du monde (2013-2015 )
Lors de la saison 2013-2014, Romane Miradoli participe à six épreuves de la Coupe du monde et marque ses premiers points le 12 janvier 2014 lors du combiné d'Altenmarkt, en Autriche, remporté par la Canadienne Marie-Michèle Gagnon et dont elle se classe 24e et meilleure Française. Elle se distingue lors des championnats de France en prenant la 3e place de la descente.
Romane Miradoli partage une nouvelle fois sa saison 2014-2015 entre les épreuves de Coupe d'Europe et de Coupe du monde. Avec notamment un succès à Davos et une 2e place à Hinterstoder derrière sa compatriote Marion Pellissier, elle remporte la Coupe d'Europe de super-G, le deuxième classement continental de sa carrière. Le 1er mars, alors qu'elle dispute le combiné de Bansko, en Bulgarie, Romane Miradoli prend la 9e place et signe ainsi son premier top 10 en Coupe du monde. Dans le super-G, qui se déroule le lendemain, elle se classe 29e et première Française. Une semaine plus tard, elle marque à nouveau des points en prenant la 17e place du super-G de Garmisch-Partenkirchen. Elle conclut sa saison avec une nouvelle médaille mondiale : lors des Mondiaux juniors de Hafjell, en Norvège, elle obtient la médaille d'argent en combiné, le jour de ses 21 ans, derrière la Suissesse Rahel Kopp.

#### Titulaire en équipe de France A (2015)
Pour la première fois , Romane Miradoli commence la saison 2015-2016 en tant que titulaire en équipe de France A de vitesse, pour les épreuves de descente (8 départs sur 8, hors finale), de super-G (8 départs sur 8, finale comprise) mais aussi de combiné (3 départs sur 3).
Son début de saison est compliqué : sur six courses en 2015 elle ne marque des points que lors du combiné de Val-d'Isère. Néanmoins au fil de la saison ses résultats s'améliorent progressivement. Elle rentre dans les points en super-G dès le 10 janvier (23e) à Altenmarkt-Zauchensee et y sera alors à chaque super-G du reste de la saison régulière. Le 19 février, elle marque ses premiers (deux) points de coupe du monde en descente (29e) à la Thuile. Deux jours plus tard elle signe sur la même piste son meilleur résultat à ce jour en prenant la 5e place du super-géant,. 
Le week-end suivant à Soldeu elle confirme sa bonne forme en enchaînant avec deux nouveaux top 10 : 8e (et de nouveau meilleure française) du super-G le samedi — dans des conditions difficiles — puis 6e du combiné le lendemain.
De nouveau meilleure française du dernier super-G de la saison régulière à Lenzerheide (14e) elle se qualifie pour la première fois de sa carrière pour les finales dans cette discipline au côté de Tessa Worley. Elle ne finit pas la course sur la piste de St. Moritz mais termine néanmoins la saison à la dix-huitième place du classement de la spécialité avec 116 points et la qualité de meilleure française dans ce classement. 
Elle conclut cette saison — sa meilleure au niveau mondial — par deux médailles lors des championnats de France des Menuires : le bronze en descente puis l'or en super-G.

### 2016-2021
En 2016, Romane Miradoli a la douleur de perdre son compagnon, qui se tue dans un accident de wingsuit. « 2017 et 2018 ont été deux années de reconstruction dans ma vie sportive et personnelle » dit-elle
Sur l'ensemble de cette période en Coupe du monde, elle se classe treize fois parmi les dix premières en descente, Super-G et combiné alpin. Ses meilleurs résultats sont deux cinquièmes places lors de la saison 2018-2019, en descente à Cortina d'Ampezzo, et en Super-G à Garmisch-Partenkirchen. Elle victime d'une grave blessure au genou gauche en décembre 2020 en chutant dans le slalom géant de Courchevel et ne reprend la compétition qu'un an plus tard,.

### 2021-2022: première victoire
Reprenant après une année 2021 largement consacrée à sa convalescence après sa blessure de fin 2020, elle  termine aux Jeux olympiques de Beijing 2022 11e du Super-G et 13e de la descente.
En mars 2022, Romane Miradoli comble un trou de 18 ans pour la France dans la discipline féminine du Super-G et de 17 ans en vitesse, en s'imposant le 5 mars 2022 sur la piste Silvano-Beltrametti de Lenzerheide avec 38/100e d'avance sur Mikaela Shiffrin et 88/100e sur Lara Gut-Behrami. Le premier podium en Coupe du monde de la skieuse de Flaine est donc une victoire. La dernière Française gagnante en Super-G était Carole Montillet, le 1er février 2004 à Haus im Ennstal, alors que pour la vitesse, il n'y avait plus eu de victoire depuis Ingrid Jacquemod dans la descente de Santa Caterina le 7 janvier 2005.

## Palmarès

### Jeux olympiques
| Édition / Épreuve   | Descente | Super G | Combiné |
| ------------------- | -------- | ------- | ------- |
| JO 2018 Pyeongchang | 18e      | 19e     | Abandon |
| JO 2022 Pékin       | 13e      | 11e     | Abandon |

### Championnats du monde
| Épreuve / Édition | Saint-Moritz 2017 | Åre 2019 | Courchevel/Méribel 2023 |
| ----------------- | ----------------- | -------- | ----------------------- |
| Descente          | 31e               | 20e      | 15e                     |
| Super G           | 16e               | 17e      | 16e                     |
| Slalom géant      | -                 | 25e      | DNF2                    |
| Combiné           | 16e               | -        | DNF2                    |

### Coupe du monde
- Meilleur classement général : 17e en 2020[33].
- Meilleur classement en super G : 9e en 2022[33].
- 4 podiums individuel dont 1 victoire[34].
- 1 podium par équipes.

#### Détail des victoires en Coupe du monde
| Saison / Épreuve | Descente | Super-G     | Total |
| 2021-2022        |          | Lenzerheide | 1     |
| Total            |          | 1           | 1     |

Dernière mise à jour : 5 mars 2022

#### Différents classements en Coupe du monde
| Année/Classement | Général | Général | Descente | Descente | Super G | Super G | Slalom géant | Slalom géant | Combiné | Combiné |
| ---------------- | ------- | ------- | -------- | -------- | ------- | ------- | ------------ | ------------ | ------- | ------- |
| Année/Classement | Class.  | Points  | Class.   | Points   | Class.  | Points  | Class.       | Points       | Class.  | Points  |
| 2014             | 112e    | 7       | -        | -        | -       | -       | -            | -            | 24e     | 7       |
| 2015             | 75e     | 45      | -        | -        | 38e     | 16      | -            | -            | 9e      | 29      |
| 2016             | 51e     | 165     | 51e      | 2        | 18e     | 116     | -            | -            | 18e     | 47      |
| 2017             | 78e     | 59      | 48e      | 7        | 33e     | 32      | -            | -            | 31e     | 20      |
| 2018             | 59e     | 116     | 38e      | 21       | 25e     | 69      | -            | -            | 21e     | 26      |
| 2019             | 23e     | 341     | 14e      | 169      | 12e     | 119     | 40e          | 17           | 7e      | 36      |
| 2020             | 17e     | 330     | 18e      | 153      | 12e     | 138     | 48e          | 3            | 14e     | 36      |
| 2021             | 98e     | 20      | -        | -        | -       | -       | 39e          | 20           | -       | -       |
| 2022             | 18e     | 444     | 20e      | 149      | 9e      | 275     | 41e          | 20           | -       | -       |

### Championnats du monde junior
Romane Miradoli a participé à cinq éditions des Championnats du monde junior entre 2011 et 2015. Elle a pris le départ de dix-huit épreuves et obtenu trois médailles, dont deux médailles de bronze en descente et slalom géant et une médaille d'argent en combiné.
| Épreuve / Édition           | Descente | Super G | Slalom géant | Slalom  | Combiné |
| --------------------------- | -------- | ------- | ------------ | ------- | ------- |
| Mondiaux 2011 Crans-Montana | 21e      | Abandon | Abandon      | 13e     | -       |
| Mondiaux 2012 Roccaraso     | -        | Abandon | 10e          | Abandon | -       |
| Mondiaux 2013 Québec        | Bronze   | 4e      | Bronze       | Abandon | -       |
| Mondiaux 2014 Jasná         | -        | 16e     | 11e          | Abandon | 15e     |
| Mondiaux 2015 Hafjell       | 22e      | 4e      | -            | -       | Argent  |

### Coupe d'Europe
- Vainqueur des super-géants de Jasná (en 2012), Kvitfjell (en 2012), Davos (en 2015) et Châtel (en 2016)[35]
- Vainqueur du slalom géant de Trysil en 2012[35].
- Gagnante du classement de super G en 2015 (avec 315 points)[36].
- Gagnante du classement de combiné en 2013 (avec 109 points)[36].
- 7e du classement de descente de la saison 2013-2014 (avec 91 points)[36].
- 5e du classement général de la saison 2012-2013 (avec 722 points)[36].

#### Classements par saison
| Saison / Classement | Général | Général | Descente | Descente | Super G | Super G | Slalom géant | Slalom géant | Slalom | Slalom | Combiné alpin | Combiné alpin |
| Saison / Classement | Class.  | Points  | Class.   | Points   | Class.  | Points  | Class.       | Points       | Class. | Points | Class.        | Points        |
| ------------------- | ------- | ------- | -------- | -------- | ------- | ------- | ------------ | ------------ | ------ | ------ | ------------- | ------------- |
| 2010-2011           | 117e    | 37      | 36e      | 21       | -       | -       | -            | -            | 78e    | 9      | 50e           | 7             |
| 2011-2012           | 21e     | 335     | -        | -        | 2e      | 236     | 26e          | 95           | 85e    | 4      | -             | -             |
| 2012-2013           | 5e      | 722     | 14e      | 85       | 6e      | 224     | 10e          | 258          | 43e    | 46     | 1re           | 109           |
| 2013-2014           | 9e      | 465     | 24e      | 55       | 4e      | 186     | 18e          | 135          | 56e    | 29     | 6e            | 60            |
| 2014-2015           | 9e      | 462     | 7e       | 91       | 1re     | 315     | 63e          | 12           | 89e    | 4      | 13e           | 40            |
| 2015-2016           | 27e     | 258     | 28e      | 48       | 7e      | 150     | -            | -            | -      | -      | 5e            | 60            |
| 2016-2017           | 103e    | 42      | -        | -        | 46e     | 16      | -            | -            | -      | -      | 27e           | 26            |
| 2017-2018           | 126e    | 26      | -        | -        | 43e     | 26      | -            | -            | -      | -      | -             | -             |

### Championnats de France

#### Élite
9 fois championne de France élite :
- Championne de France de super G en 2016, 2019, 2022 et 2025, vice-championne de France de super G en 2018 et troisième des championnats de France de super G en 2012 et 2017.
- Championne de France de descente en 2018, 2019, 2022 et 2025, Vice-championne de France de descente en 2016 et troisième en 2017.
- Championne de France du combiné en 2022 et troisième des championnats de France de combiné en 2017.
- Troisième des championnats de France de géant en 2014 et en 2017.

#### Jeunes
8 titres de Championne de France